# آرمان
آرمان می‌تواند به یکی از موارد زیر اشاره داشته باشد:
- آرمان هوسپیان، هنرپیشه ایرانی
- آرماند فرناندز هنرمند آمریکایی که در فرانسه متولد شد
- آرمان سالاکرو، نمایش‌نامه‌نویس فرانسوی
- آرمان روبن،  نویسنده و مجری فرانسوی
- آرمان توپه، نویسنده فرانسوی
- آرمان لانو، نویسنده فرانسوی
- آرمان آرین نویسنده ایرانی
- آرمان هوسپیان هنرپیشه ایرانی-ارمنی
- آرمان ماناریان